# Conostethus
Conostethus is een geslacht van wantsen uit de familie blindwantsen. Het geslacht werd voor het eerst wetenschappelijk beschreven door Fieber in 1858 .

## Soorten
Het genus bevat de volgende soorten:

- Conostethus americanus Knight, 1939
- Conostethus angustus Wagner, 1963
- Conostethus brevis Reuter, 1877
- Conostethus griseus Douglas and Scott, 1870
- Conostethus hungaricus Wagner, 1941
- Conostethus major Matocq, 1991
- Conostethus roseus (Fallen, 1807)
- Conostethus venustus (Fieber, 1858)
- Conostethus viridis Seidenstucker, 1964